# دووگومیووویتسه
دووگومیووویتسه (به لهستانی:  Długomiłowice) یک روستا در لهستان است که در گمینا رنگسکا ویش واقع شده‌است. دووگومیووویتسه ۱٬۶۰۰ نفر جمعیت دارد.